# Geir Moen
Geir Moen (Oslo, Noruega, 26 de junio de 1969) es un atleta noruego retirado especializado en la prueba de 200 m, en la que ha conseguido ser campeón europeo en 1994.

## Carrera deportiva
En el Campeonato Europeo de Atletismo de 1994 ganó la medalla de oro en los 200 metros, con un tiempo de 20.30 segundos, llegando a meta por delante del ucraniano Vladislav Dologodin y del belga Patrick Stevens; y también ganó la medalla de plata en los 100 metros, con un tiempo de 10.20 s, llegando a meta tras el británico Linford Christie (oro con 10.14 s) y por delante del ruso Aleksandr Porkhomovskiy (bronce con 10.31 s).